# Barnes Neville Wallis

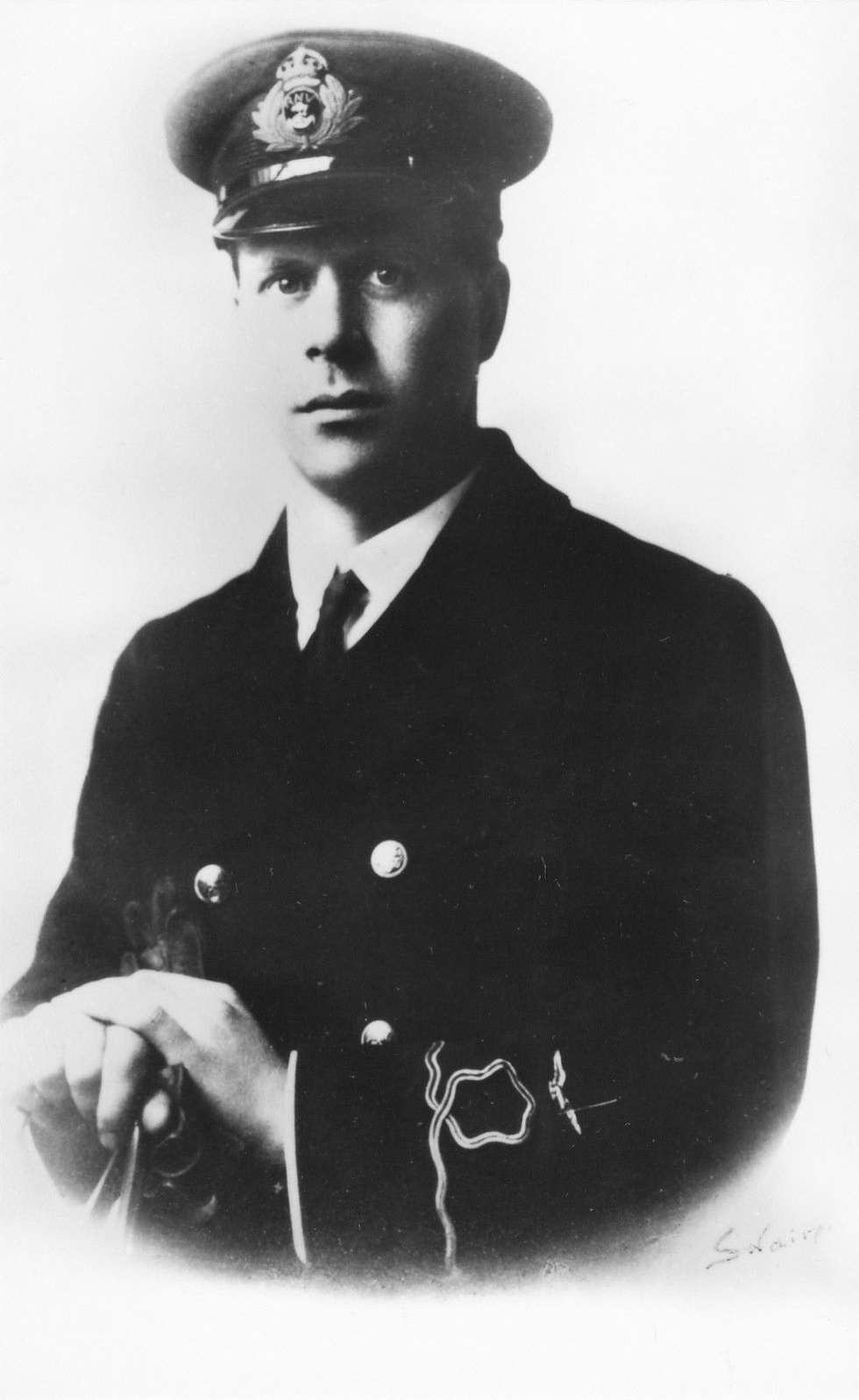
Barnes Neville Wallis (ca. 1914)

Sir Barnes Neville Wallis (* 26. September 1887 in Ripley (Derbyshire); † 30. Oktober 1979 in Leatherhead, Surrey) war ein englischer Ingenieur.

## Leben
Wallis besuchte bis zu seinem 17. Lebensjahr die Schule und begann daraufhin seine berufliche Laufbahn bei J. Samuel White, einem Schiffbauunternehmen in Cowes auf der Isle of Wight. Bereits ab 1913 war er im Flugzeugbau tätig. Er wurde technischer Zeichner bei der britischen Rüstungsfirma Vickers; bei diesem Unternehmen und seinen Rechtsnachfolgern arbeitete er bis 1971. Im Jahr 1922 schloss Wallis ein externes Ingenieursstudium an der University of London ab. Sein erstes Aufgabengebiet bei Vickers war der Luftschiffbau, darunter die Luftschiffe R100 und R101. Nach der Katastrophe der R101 und des deutschen Luftschiffes Hindenburg endete die Ära der Luftschiffe weltweit und Wallis konzentrierte sich auf Flugzeug- und Bombenentwicklungen. Als Chefkonstrukteur bei Vickers führte er bei der Vickers Wellesley die geodätische Bauweise ein, die auch bei der Vickers Wellington angewandt wurde. Bei fast allen Vickers-Flugzeugen war er maßgeblich an der Entwicklung beteiligt, unter anderem auch an der Vickers Windsor.
Wallis wurde berühmt, weil er, neben vielen anderen, die sogenannten Rollbomben entwickelte, die während der Operation Chastise im Mai 1943 die Staumauern der Möhnetalsperre und Edertalsperre zerstörten. Beteiligt an der Entwicklung war auch William Glanville. Die hohen Verluste der Testpiloten und Maschinen im Kampfeinsatz veranlassten ihn, später noch gründlichere Entwicklungsphasen zu fordern und mehr Sicherheit für die Flugzeugbesatzungen durchzusetzen. Ferner entwickelte er die Tallboy-Bomben, mit denen unter anderem das deutsche Schlachtschiff Tirpitz 1944 in Norwegen aus der Luft vernichtet wurde. Auch die Grand-Slam-Bombe wurde von ihm entwickelt. Beide Bomben waren hauptsächlich zur Ausschaltung großer Bunkeranlagen gedacht gewesen.
Nach dem Krieg war er der Vordenker der Schwenkflügeltechnik für Überschallflugzeuge und maßgeblich an der Entwicklung der BAC TSR.2 beteiligt. Das Projekt wurde nach den ersten erfolgreichen Testflügen aus Kostengründen zugunsten der Idee einer englischen Version der General Dynamics F-111 eingestellt. Da mit dem Typ F-111K weder die zunächst erwarteten Leistungen noch die Kostenreduktion wirklich erreicht wurden, wurde auch dieses Projekt beendet, die Aufgaben von den Typen Blackburn Buccaneer, F-4 Phantom II und Panavia Tornado übernommen. Bis zu seiner Pensionierung beschäftigte er sich mit Flugzeugen, die im Überschall- und Hyperschallbereich fliegen konnten. Außerdem entwarf er Pläne für Unterwassertanker sowie für Spezialtorpedos mit gesteigertem Antrieb. Noch im hohen Alter betrieb er Studien über die Möglichkeit des Fliegens mit Hyperschallgeschwindigkeit.

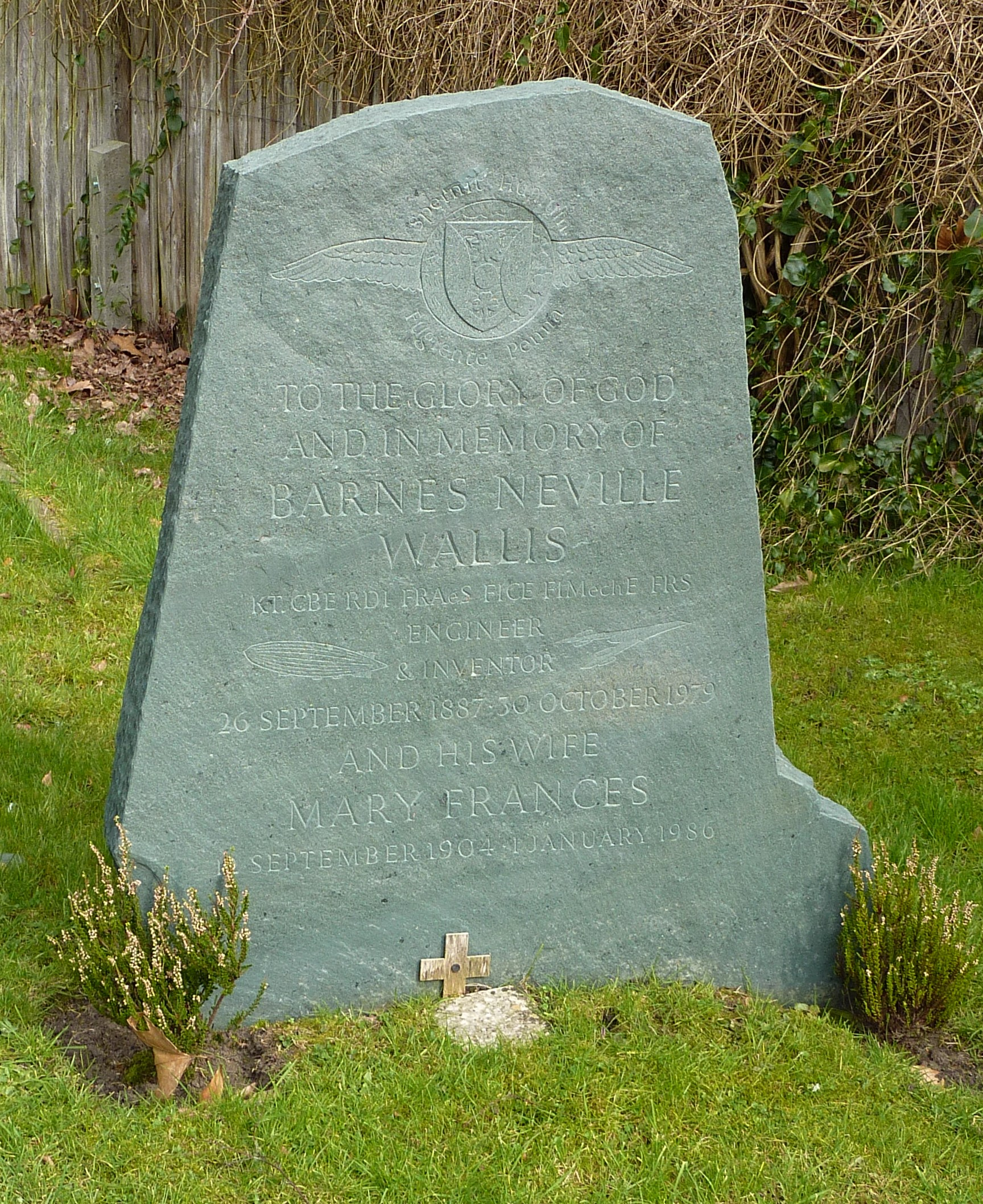
Wallis’ Grab in Effingham

Er wurde als Mitglied („Fellow“) in die Royal Society aufgenommen, die ihm zudem 1975 die Royal Medal verlieh. 1968 wurde er von der Queen als Knight Bachelor geadelt. Die Universitäten von Manchester und Nottingham haben Gebäude auf ihren Geländen zu seinen Ehren nach ihm benannt. In dem britischen Spielfilm Mai 1943 – Die Zerstörung der Talsperren (The Dam Busters, 1954) von Sir Michael Redgrave verkörpert.

### Privat
Seine spätere Frau Molly Bloxam, seine Cousine, lernte er 1922 auf einer Geburtstagsfeier kennen. Sie war gerade 17 Jahre alt und er 35. Ihr Vater verbot den Kontakt, jedoch wurde es ihm erlaubt, ihr Nachhilfe in Mathematik zu geben. Bis 1925 schrieben sich die beiden über 250 Briefe; dann heiratete er Molly an ihrem 20. Geburtstag und blieb 54 Jahre lang bis zu seinem Tod mit ihr zusammen. Er wohnte mit ihr in Herne Bay in der Grafschaft Kent.